# Imota
Imota je naziv starohrvatske županije, kako se pojavljuje u spisu De administrando imperio.
Pokrivala je područje današnjeg Imotskog polja s bližim susjedstvom, te se protezala u unutrašnosti od Biokova na istok do Neretve, a na sjever do Čvrsnice, dok je uz obalu (od Neretve do Cetine) bila Paganija. Na istoku je ova županija graničila sa Zahumljem, a na zapadu i sjeveru sa županijom Cetinom.[nedostaje izvor]
Po Imoti je gradić Imotski, koji joj je i bio sjedište, dobio ime. 
Središte Imotskog i cijele Imote bila je starohrvatska crkva sv. Stjepana [sv. Stipana] iz 9. stoljeća u Gorici (Grude).[nedostaje izvor]
Naziv se zadržao i danas. Imenica Imoćanin ne označava samo stanovnika grada Imotskog, niti samo stanovnika Imotskog polja, nego i za stanovnike susjednih područja, od Biorina do Rašćana dužinom te od Grabovca do Vinjana širinom. Ipak, ne i za sva područja koja je Imota nekad obuhvaćala.